# Ферфакс, Томас
Томас Фе́рфакс, 3-й лорд Ферфакс из Камерона (англ. Thomas Fairfax, 3rd Lord Fairfax of Cameron; 17 (27) января 1612 — 12 (22) ноября 1671) — генерал, английский военный и политический деятель. Главнокомандующий парламентской армией в ходе Английской революции.

## Биография
Томас Фэрфакс родился в Дентон-Холле, на полпути между Илкли и Отли в Уэст-Райдинг Йоркшир, 17 января 1612 года. Старший сын Фердинандо Ферфакса, 2-го лорда Ферфакса из Камерона (1584—1648), от первого брака с леди Мэри Шеффилд. Его темные волосы, глаза и смуглый цвет лица принесли ему прозвище «Черный Том».
Учился в Кембридже, потом служил егерем в войсках Голландии; по возвращении на родину примкнул к оппозиции, протестовавшей против самовластия Карла I.
Его отец, лорд Фердинандо Ферфакс, усердно защищал дело парламента в Йоркшире; сын пошел рука об руку с отцом и превзошел его славу. Не будучи гениальным полководцем, он умел внушить доверие к себе и веру в свой авторитет; серьёзный и сдержанный на совещаниях, он был пылок и храбр в бою; проникнутый гордым чувством собственного достоинства, умел смягчить его тактом светского и образованного человека.
Положение обоих Ферфаксов на севере было сначала очень тяжелое ввиду ничтожества сил, которыми они располагали; но вскоре к ним на помощь пришел Оливер Кромвель и остановил дальнейшие успехи роялистов. Назначенный начальником кавалерии в войске парламента, Ферфакс вместе с отцом разбил роялистов при Сельби, соединился (20 апреля 1644 года) при Тодчестере с шотландским войском и принял участие в осаде Йорка.
В битве при Марстон-Муре он командовал правым крылом, но его атаки были отбиты роялистами, и только искусству Кромвеля парламент был обязан победой.
Ввиду вредных последствий раздробления сил, Кромвель добился назначения одного главнокомандующего над всеми парламентскими войсками. На эту должность был призван Ферфакс (28 января 1645 года), а второе место в армии — пост начальника всей кавалерии — вопреки желанию пресвитериан было отдано Кромвелю, который сделался душой военных операций, оказывая сильное влияние на Ферфакса.
Чтобы удалить королевские войска с юга, Ферфакс и Кромвель обложили Оксфорд, где находился принц Йоркский; Карл I двинулся на помощь стесненному городу и принужден был принять бой возле селения Нейзби. Когда принц Руперт налетел на Айртона, командовавшего войсками левого крыла парламентской армии, смял его конницу, сбил пехоту с высот, которые она занимала, Ферфакс забыл свою роль главнокомандующего и бросился в самую густую свалку, не обращая внимания на то, что сабельный удар сбил у него шлем с головы. Появление Кромвеля и его военный талант поправили дело; Карл I был разбит наголову (14 июня 1645 года) и бежал, преследуемый по пятам парламентским войском.
Тайная переписка Карла попала в руки Ферфакса и была им передана в нижнюю палату как доказательство двуличности и вероломства короля. Вскоре вся Англии была в руках Ферфакса; парламент выразил ему свою благодарность.

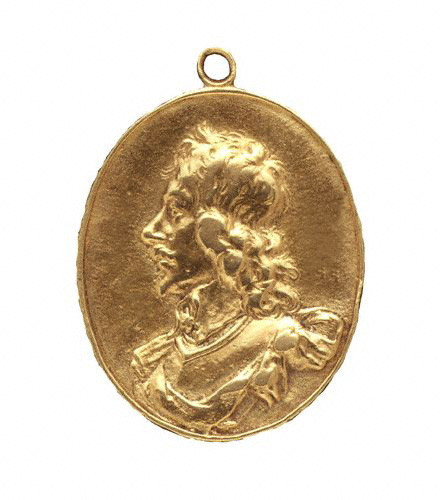
Золотая медаль с изображением Томаса Ферфакса в профиль, 1645 год. Национальная портретная галерея, Лондон

Когда рознь между пресвитерианами и индепендентами, героями войны, перешла в открытую вражду, офицеры армии с Ферфаксом во главе высказались против пресвитериан; но во всем дальнейшем Ферфакс не выступал на первый план, а скорее действовал под давлением армии, которая в свою очередь находилась под сильным влиянием Кромвеля и прямо обращалась в парламент с требованиями свободы и равенства в делах религиозных. Когда пресвитериане парламента готовы были принять самые решительные меры против строптивой армии, Ферфакс двинулся к столице; народ ворвался в парламент, требуя укрощения армии насильственными мерами; спикер и многие члены парламента из страха перед толпой бежали под охрану армии. Ферфакс занял Лондон и стал распоряжаться там, как хозяин: отменил последние постановления парламента, реорганизовал городскую милицию и т. п. (август 1647 года).
К пленному королю Ферфакс относился с величайшим почтением. В 1648 году он вступил в палату лордов. Победа армии вызвала реакцию: роялисты подняли восстание во всех концах Англии и Уэльса, причем пресвитериане шли с ними рука об руку. Усмирив восстание в Кенте, Ферфакс два месяца осаждал Кольчестер, пока голодом не принудил его к сдаче.
Борьба шла удачно для индепендентов на суше и на море, но она возбудила в солдатах глубокое озлобление против короля; они требовали суда над королём за измену, за кровопролитие междоусобной войны и за все то горе, которое он причинил народу. Ферфакс не сочувствовал этому движению, но остановить его не мог; под его председательством собрался в главной квартире в Сент-Олбансе «великий совет» офицеров армии, представивший парламенту ремонстранцию, которая в сущности была апелляцией войска к народу (16 ноября 1648 года). Роспуск парламента, преобразование избирательного права, передача верховной власти «представителю народа», отмена наследственной монархии, свобода совести в делах веры — таковы были главные требования войска, захватившего в свои руки короля. Дальнейшему исполнению желаний войска мешали пресвитериане, члены нижней палаты.
Ферфакс занял парламент войсками, арестовал 41 члена парламента из пресвитериан, других выгнал; полусотне членов из самых ярых индепендентов были представлены «предложения и желания лорда Ферфакса и совета офицеров», чтобы получить одобрение парламента и тем придать вид законности вопиющему насилию. Последним шагом торжествующей индепендентской армии было осуждение короля и его казнь, но Ферфакс не участвовал в этом деле: когда собрался чрезвычайный трибунал для суда над королём, Ферфакс не явился на заседание; во время переклички судей при произнесении его имени его жена (пресвитерианка), сидевшая на одной из галерей, громко заявила протест против суда, говоря, что её муж слишком честен, чтобы присутствовать здесь. Это не помешало ему, однако, принять из рук Кромвеля назначение в государственный совет (февраль 1649 года) и команду над войсками в Англии и Ирландии.
Когда в разных частях Англии начались волнения, Ферфакс разбил левеллеров при Бёрфорде и усмирил восстание в Гэмпшире, но когда шотландцы объявили себя за Карла II, он отказался идти против них (1650); этим воспользовался Кромвель, чтобы отделаться от него, и сам занял место главнокомандующего.
Ферфакс удалился в своё имение в Йоркшире и занялся сельским хозяйством. В 1654 году он вступил в первый парламент Кромвеля и заседал в церковной комиссии, где не скрывал своих пресвитерианских симпатий.
После смерти Кромвеля Ферфакс собрал вокруг себя монархистов своего графства и 1200 ирландских солдат, поднял знамя Карла II и занял Йорк (1659 год). Графство Йоркское избрало его своим представителем в парламент, который отправил депутацию к Карлу II с приглашением занять отцовский престол (1660 год); в этой депутации видным и деятельным членом был Ферфакс.
Когда Карл II вернулся в Англию и созвал парламент, Ферфакс был выбран в палату общин и заседал в ней до её роспуска. Умер в своем имении 12 февраля 1671 года.
Ферфакс интересовался поэзией, занимался литературой и писал мемуары, изданные в Лондоне в 1699 году.

## Семья

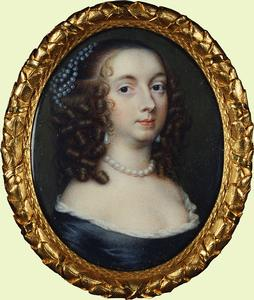
Энн де Вер, супруга Томаса Ферфакса

20 июня 1637 года Томас Ферфакс женился на достопочтенной Энн де Вер (1617/1618 — 16 октября 1665), дочери Горацио Вера, 1-го барона Вера из Тилбер, и Мэри Трейси. У супругов было две дочери:
- Достопочтенная Элизабет Ферфакс (? — 1642), умерла в детстве
- Достопочтенная Мэри Ферфакс (30 июля 1638 — 20 октября 1704), муж с 1657 года Джордж Вильерс, 2-й герцог Бекингем (1628—1687).

В 1671 году после смерти Томаса Ферфакса титул лорда унаследовал его двоюродный брат, Генри Ферфакс, 4-й лорд Ферфакс из Камерона (1631—1688), сын священника Генри Ферфакса (1588—1665) и внук Томаса Ферфакса, 1-го лорда Ферфакса из Камерона.

## В культуре
В кинематографе
Томас Файрфакс — один из главных персонажей фильма «Убить короля». Его роль исполняет Дугрей Скотт.